# Farofei
"Farofei" é uma canção da rapper brasileira Karol Conká com participação de Boss in Drama. Foi lançada em 3 de fevereiro de 2017 como single através do selo SPA Produções Artísticas, sob licença da Universal Music Brasil.

## Antecedentes
"Farofei" marcou o primeiro lançamento de Conká com a Universal Music Brasil, e estava prevista para ser incluída no segundo álbum de estúdio da rapper, Ambulante (2018), mas acabou não entrando na lista de faixas.
Sobre a música, Boss in Drama comentou que "o recado de 'Farofei' é para que as pessoas se permitam ser o que quiserem, sem se preocuparem com julgamentos. Essa música surgiu porque muitos fãs pediam no Twitter para a gente fazer mais alguma 'farofa' no disco da Karol, por causa do sucesso das músicas voltadas pra pista que já lançamos ('Toda Doida' e 'Lista VIP'). Eu achava essa associação divertida e pensei que a música podia falar sobre a experiência que vivi junto com a Karol, por ela ser uma artista feminina de rap no Brasil, ter uma autonomia musical e hoje ser muito respeitada". A letra da música propõe que as pessoas não se preocupem com pré-julgamentos com relação a seus atos e decisões.
"Farofei" esteve na lista de canções impedidas de serem utilizadas no documentário A Vida Depois do Tombo, produzido pelo Globoplay.

## Videoclipe
O videoclipe de "Farofei" foi gravado em Tóquio, Japão, em dezembro de 2016, e foi dirigido por KondZilla, tendo styling de Anna Boogie. Estreou no programa TVZ da Multishow em 3 de fevereiro de 2017. Sobre o clipe, Boss in Drama disse que "quisemos mostrar como a gente 'farofa' em qualquer lugar do mundo, nos divertindo e sendo nós mesmos. Basicamente, o KondZilla nos seguiu pelos bairros mais movimentos de Tóquio, apenas com uma câmera na mão, enquanto eu e a Karol dançávamos na rua, no metro lotado, na calçada, nas lojas, sem nos preocuparmos com opinião alheia, apenas curtindo o momento".

## Uso na mídia
Uma versão da música foi usada como tema do comercial da empresa de telecomunicações NET, estrelado pela própria Conká.